# Чернотицький Микола Миколайович
Микола Миколайович Черноти́цький (нар. 12 січня 1984 року) — український медіаменеджер, голова правління Суспільного, член Виконавчої ради Європейської мовної спілки.

## Життєпис
Народився 12 січня 1984 року в м. Мена Чернігівської області, Україна (на той час — Українська РСР). Мати — інженер-зв'язківець. 
З 1989 по 2000 рік навчався у фізико-математичному класі менської середньої школи імені Т. Г. Шевченка.[джерело?]
У 2001 році вступив до Сумського державного університету на факультет електроніки та інформаційних технологій, який закінчив у 2006 році, здобувши кваліфікацію «інженер електронних систем». Під час навчання у виші Микола брав активну участь у студентському самоврядуванні, був студентським проректором-директором студмістечка. 
З 2007 по 2008 рік продовжив навчання на магістратурі Сумського державного університету й здобув кваліфікацію магістра з електронних систем.[джерело?]
У 2007 році Чернотицького обрали депутатом Сумської міської ради. Він став наймолодшим депутатом цього скликання, а також керівником депутатської групи «Воля Громади» (фракція «Нічний Дозор»). Певний час був радником голови Сумської ОДА з питань благоустрою та екології міста Суми.[джерело?]
З 2008 по 2010 рр. обіймав посаду комерційного директора ТОВ «Суми Медіа Сервіс». Згодом, у 2010 році, став головним редактором газети «Суми і сумчани», де пропрацював до 2013 року. У 2013 році займався моніторингом місцевої політики у Сумах. Під час Революції Гідності був одним з координаторів сумського осередку.[джерело?]
З 2014 по 2016 рік обіймав посаду генерального директора Сумської ОДТРК. Після трансформації Сумської ОДТРК у філію Суспільного мовника — UA: СУМИ у 2017 році переїхав до Києва.[джерело?]
У 2017 році Наглядова рада Акціонерного товариства Національна суспільна телерадіокомпанія України (АТ «НСТУ», на той час ПАТ «НСТУ») обрала Миколу Чернотицького членом правління НСТУ (у команді Зураба Аласанії). Сферою його відповідальності спершу була оптимізація центральної та регіональної структури компанії, пізніше — адміністративно-господарський напрям і регіональний розвиток АТ 
«НСТУ».
У зв'язку із достроковим розірванням контракту із Зурабом Аласанією, з лютого 2019 Чернотицький - т.в.о голови правління  (31 січня - 6 травня 2019 року) та в.о. голови правління UA: Суспільне мовлення (6 травня - 31 липня 2019 року). 
27 квітня 2021 року обраний Головою Правління Національної суспільної телерадіокомпанії України. Переобраний на новий чотирирічний термін 15 квітня 2025 року; у конкурсі на позицію брали участь чотири людини, зокрема колишній гендиректор групи каналів «1+1 Media» та міністр культури України Олександр Ткаченко.

#### Кар'єра
- Комерційний директор ТОВ «Суми Медіа Сервіс», газета «В каждый дом» (2008—2010 роки)
- Головний редактор газети «Суми і сумчани» (2010—2013 роки.)
- Генеральний директор Сумської обласної державної телерадіокомпанії (2014—2016 роки)
- Член правління Суспільного мовника, відповідальний за адміністративно-господарський напрям і регіональний розвиток.[джерело?]

### Освіта
- Сумський державний університет, кваліфікація «інженер електронних систем» (2001—2006 роки)
- Сумський державний університет, кваліфікація «магістр з електронних систем» (2007—2008 роки)
- МВА у Київській школі економіки (2020-2021 роки)[джерело?]

### Громадсько-політична діяльність
- Член студентського самоврядування Сумського державного університету, студентський проректор-директор студмістечка (2005—2007 роки)
- Депутат Сумської міської ради, фракція «Нічний Дозор», керівник депутатської групи «Воля Громади» в Сумській міській раді, секретар комісії з питань контролю за використанням об'єктів комунальної власності та приватизації в Сумській міській раді (2007—2010 роки)
- Голова комісії з питань правопорядку, регламенту, місцевого самоврядування та депутатської етики в Сумській міській раді (2010 рік)
- Член громадської експертної комісії з питань екології та благоустрою при міському голові м. Суми (2011 рік)[джерело?]